# 湘江大桥 (施播高速)
湘江大桥，位于中华人民共和国贵州省的一座公路桥梁，连接遵义市播州区与黔南布依族苗族自治州瓮安县，跨越乌江支流湘江，是黔高速S34施播高速（遵余高速）的控制性工程之一，为世界最高双塔双索面叠合梁斜拉桥，桥长1,700米，由中铁广州工程局桥梁公司承建，于2017年5月5日开工建设，2021年7月1日正式通车。

## 设计
湘江大桥全长1,700米，主桥为双塔双索面叠合梁斜拉桥，跨径布置为72+212+560+212+72米，主塔采用薄壁空心菱形索塔，其中余庆岸塔高288米、播州岸塔高268米。全桥共97个钢梁节段，总重13,000吨，采用全回转架梁吊机悬臂组拼的方式进行架设。主桥桩基48根，直径3.3米，最大桩长50米。

## 建设历程
2017年5月3日，湘江大桥正式开工；2019年9月19日，播州岸桥塔实现封顶；同年11月9日，余庆岸也完成封顶；2019年11月29日，长10.5米、重43.12吨的大桥首段钢梁架设成功；2020年9月27日，主桥钢梁架设完成，实现主桥合龙；2020年12月3日，大桥全线贯通；2021年4月26日，贵州省质安交通工程监控检测中心采用48台载重35吨的重型卡车，对湘江大桥进行荷载试验并顺利通过；6月28日，遵余高速举行通车仪式；7月1日，大桥随高速公路正式通车运营。